# استوارت اورکین
استوارت اورکین (انگلیسی: Stuart Orkin؛ زادهٔ تاریخ ورودی نامعتبر است) دانشمند در زمینه پزشکی و بیولوژی اهل ایالات متحده آمریکا است.
وی همچنین برندهٔ جوایزی همچون جایزه ویلیام الن شده‌است.